# Anatole Abang
Pour les articles homonymes, voir Abang.
Anatole Abang est un footballeur international camerounais né le 6 juillet 1996 à Yaoundé. Il joue au poste d'attaquant au Keşla FK.

## Biographie
Anatole Abang passe par le Canon Sportif Young Boys de Mfou puis le centre de formation de l’AS Fortuna de Yaoundé, avant d'être invité à 18 ans au camp de préparation des Red Bulls de New York en Floride. Le 5 mars 2015, il s'engage avec le club new-yorkais dans le cadre d'une transaction où est impliqué le Rainbow FC Bamenda. Luttant pour obtenir des minutes de jeu, il évolue plus avec l'équipe réserve en USL qu'avec l'équipe première. Par conséquent et pour poursuivre son développement, il est prêté au Hobro IK, en deuxième division danoise, au mois d'août 2016.
Depuis le janvier 2022, Anatole Abang est l'attaquant du Al Bateh. Depuis son arrivée en 2022, Abang est devenu joueur majeur de son équipe et a été promu vice-capitaine. En 64 matchs, il a marqué 22 buts et réalisé 11 passes décisives.

## Statistiques
| Saison                | Club                  | Championnat           | Championnat | Championnat | Coupe(s) nationale(s) | Coupe(s) nationale(s) | Compétition(s) continentale(s) | Compétition(s) continentale(s) | Compétition(s) continentale(s) | Séries | Séries | Total | Total |
| Saison                | Club                  | Division              | M.          | B.          | M.                    | B.                    | Comp.                          | M.                             | B.                             | M.     | B.     | M.    | B.    |
| 2015                  | Red Bulls de New York | MLS                   | 17          | 4           | 2                     | 1                     | -                              | -                              | -                              | 2      | 1      | 21    | 6     |
| 2016                  | Red Bulls de New York | MLS                   | 8           | 0           | 0                     | 0                     | LCC                            | 0                              | 0                              | -      | -      | 8     | 0     |
| Sous-total            | Sous-total            | Sous-total            | 25          | 4           | 2                     | 1                     | -                              | 0                              | 0                              | 2      | 1      | 29    | 6     |
| 2016-2017             | Hobro IK (prêt)       | 1. division           | 10          | 3           | 0                     | 0                     | -                              | -                              | -                              | -      | -      | 10    | 3     |
| 2017                  | SJK (prêt)            | Veikkausliiga         | 6           | 0           | 0                     | 0                     | -                              | -                              | -                              | -      | -      | 6     | 0     |
| 2017-2018             | Astra Giurgiu (prêt)  | Liga I                | 26          | 5           | 3                     | 0                     | -                              | -                              | -                              | -      | -      | 29    | 5     |
| 2019                  | Nantong Zhiyun        | League One            | 12          | 6           | 0                     | 0                     | -                              | -                              | -                              | -      | -      | 12    | 6     |
| 2020-2021             | Sheriff Tiraspol      | Divizia Națională     | 8           | 5           | 2                     | 0                     | C1                             | 2                              | 1                              | -      | -      | 12    | 6     |
| 2020-2021             | Keşla FK              | Premyer Liqası        | 12          | 0           | 4                     | 1                     | -                              | -                              | -                              | -      | -      | 16    | 1     |
| Total sur la carrière | Total sur la carrière | Total sur la carrière | 99          | 23          | 10                    | 2                     | -                              | 2                              | 1                              | 2      | 1      | 113   | 27    |

## Palmarès
- Vainqueur du Supporters' Shield en 2015 avec les Red Bulls de New York
- Vainqueur de la Coupe USL en 2016 avec les Red Bulls II de New York
- Champion de 1. Division en 2017 avec le Hobro IK